# 趙龍
趙 龍（ちょう りゅう、1967年9月 - ）は、中華人民共和国の官僚・政治家。遼寧省盤錦墾区出身。現職は福建省人民政府省長。

## 経歴
1967年9月、遼寧省盤錦墾区で生まれる。1985年、中国人民大学土地管理系に入学した。1989年に卒業。1988年12月に中国共産党入党。1989年7月から国家土地管理局に勤務し、登記処処長の副処長と処長、済南局局長を歴任し、2016年10月に国土資源部副部長に就任。2018年3月、自然資源部副部長に就任。
2021年1月、福建省党委員会常務委員兼厦門市党委員会書記に転出。同年10月、福建省党委員会副書記に任命。22日、福建省人民政府省長代行に就任。